# Cristiano Monguzzi
Cristiano Monguzzi (* 31. August 1985 in Mailand) ist ein ehemaliger italienischer Straßenradrennfahrer.
Cristiano Monguzzi gewann 2005 den Gran Premio Industria del Cuoio e delle Pelli, 2006 war er bei der Trofeo Mp Filtri erfolgreich und 2007 gewann er eine Etappe bei der Bidasoa Itzulia. 2009 wurde Monguzzi Erster beim Memorial Angelo Ripamonti, 2010 war er beim Giro della Valsesia erfolgreich und 2011 gewann er Freccia dei Vini-Memorial Dottor Luigi Raffele sowie den Piccolo Giro di Lombardia. Zur Saison 2012 wurde er Profi bei der italienischen Mannschaft Utensilnord Named, blieb dort aber nur kurze Zeit und fuhr später in dem Jahr für Farnese Vini-Selle Italia. Bei der Vuelta al Táchira konnte Monguzzi 2013 eine Etappe für sich entscheiden.

## Erfolge
2011
- Piccolo Giro di Lombardia

2013
- eine Etappe Vuelta al Táchira

## Teams
- 2012 Utensilnord Named (bis 10. März)
- 2012 Farnese Vini-Selle Italia (ab 20. September)
- 2013 Vini Fantini-Selle Italia
- 2015 Meridiana Kamen Team